# Hipótese de Oparin e Haldane
A hipótese de Oparin e Haldane, por vezes também referida por teoria de Oparin, é uma hipótese explicativa da origem da vida, desenvolvida na década de 1920 pelos biólogos Aleksandr Oparin e Jonh B. S. Haldane, que afirma que a origem dos organismos vivos encontra-se no comportamento físico-químico da matéria inanimada. 
Oparin propôs sua teoria em 1924, mas seu trabalho não chegou ao Ocidente até os anos 1930; J. B. S. Haldane, um bioquímico, propôs, de forma independente, uma teoria semelhante, em 1929.

## A teoria
Sua teoria tem um forte embasamento dinâmico: através do condicionamento do meio, determinadas formas de organização molecular tornaram-se dominantes e desenvolveram-se gradualmente até as formas estruturais básicas que caracterizam as moléculas vivas de hoje. Segundo ele, em nível primordial não existe diferença fundamental entre os organismos vivos e matéria sem vida.
Em princípio havia soluções simples de substâncias orgânicas, cujo comportamento era governado pelas propriedades de seus átomos e pelo arranjo destes átomos em uma estrutura molecular. Gradualmente, entretanto, como resultado do aumento de complexidade, novas propriedades surgiram em consequência do arranjo espacial e relacionamento mútuo das moléculas. Com o aumento da complexidade, a complexa combinação de propriedades que caracteriza a vida teve início e pode desenvolver-se.
Levando em conta a então recente descoberta de metano na atmosfera de Júpiter e outros planetas gigantes, Oparin postulou que a Terra primitiva também possuía uma atmosfera fortemente redutora, contendo metano, amônia, hidrogênio e água. Em sua opinião, esses foram os elementos essenciais para a evolução da vida.
Na época em que as estruturas protobióticas se desenvolveram, a Terra estava passando por um processo de resfriamento, que permitiu o acúmulo de água nas depressões da sua crosta, formando os mares primitivos. As tempestades com raios eram freqüentes e ainda não havia na atmosfera o escudo de ozônio contra radiações. As descargas elétricas e as radiações que atingiam nosso planeta teriam fornecido energia para que algumas moléculas presentes na atmosfera se unissem, dando origem a moléculas maiores e mais complexas: as primeiras moléculas orgânicas. Estas eram arrastadas pelas águas das chuvas e passavam a se acumular nos mares primitivos, que eram quentes e rasos.
O processo, repetindo-se ao longo de vários anos, teria transformado os mares primitivos em "sopas primitivas", ricas em matéria orgânica. Baseado no trabalho de Bungenberg de Jong em coacervados, certas moléculas orgânicas (especialmente as proteínas) podem espontaneamente formar agregados e camadas, quando estão na água.
Oparin sugeriu que diferentes tipos de coacervados podem ter se formado nas "sopas primitivas" dos oceanos. Esses coacervados não eram seres vivos, mas sim uma primitiva organização das substâncias orgânicas, principalmente proteínas, em um sistema isolado. Apesar de isolados os coacervados podiam trocar substâncias com o meio externo, sendo que em seu interior houve possibilidade de ocorrerem inúmeras reações químicas. Subsequentemente, sujeitos ao processo de condicionamento do meio, esses coacervados cresceram em complexidade, adquirindo por fim características de organismos vivos, definidos, entre outras características, pela capacidade de evolução.

## Repercussão
A teoria de Oparin não teve inicialmente boa repercussão no ocidente, devido ao fato de que não socorreu os geneticistas quando Lysenko os denunciou a Stalin para que fossem coagidos. Atualmente, um dos proponentes desta teoria é Doron Lancet, um químico do Weizmann Institute de Israel.

## Status
A hipótese tem por evidências corroborativas, entre outros, os experimentos de Stanley Miller e Harold Clayton Urey, que demonstram a real formação de estruturas orgânicas básicas necessárias à hipótese a partir dos elementos e substâncias primordiais; além de observações tais como o comportamento de determinadas substâncias, a exemplo o comportamento de fosfolipídeos, que em meio aquoso espontaneamente se organizam e formam membranas fechadas (algo parecido com a formação de bolhas de sabão). Dando sequência ao experimento de Urey e Miller a formação de coacervados encontra-se esplanada entre outros nos trabalhos de H.G. Bungenberg de Jong.
A hipótese converge do lado esquerdo à formação do primeiro coacervado protobiótico a partir de substâncias elementares, e ganha grande apoio do lado direito na teoria da evolução biológica, muito bem estabelecida entre a comunidade científica atual. A árvore da vida regride, pelo lado direito, ao que se espera como resultado da hipótese de Oparin e Haldane, do lado esquerdo.
Relevante ao contexto, cita-se que a hipótese da panspermia não altera em muito o cenário proposto por Oparin, entre aspas, apenas transferindo-o de local; para outra parte do universo. A panspermia não encontra grande apoio entre a comunidade científica dado o fato que, efetivamente, sabe-se que a vida desenvolveu-se com sucesso aqui na Terra; sendo a Terra, via evidências, o local conhecido mais solícito à sua formação.

### Experiência de Miller-Urey
A Experiência de Miller e Urey foi uma experiência concebida para testar a hipótese de Oparin e Haldane sobre a origem da vida.
Segundo o experimento, as condições na Terra primitiva favoreciam a ocorrência de reações químicas que transformavam compostos inorgânicos em compostos orgânicos precursores da vida. Em 1953, Stanley L. Miller e Harold C. Urey da Universidade de Chicago realizaram uma experiência para testar a hipótese de Oparin e Haldane que ficou conhecida pelos nomes dos cientistas. Esta experiência tornou-se na experiência clássica sobre a origem da vida.
A experiência de Miller consistiu basicamente em simular as condições da Terra primitiva postuladas por Oparin e Haldane. Para isso, criou um sistema fechado, sem oxigênio, onde inseriu os principais gases atmosféricos, tais como hidrogênio, amônia, metano, além de vapor d'água. Através de descargas elétricas, e ciclos de aquecimento e condensação de água, obteve após algum tempo, diversas moléculas orgânicas (aminoácidos). Deste modo, conseguiu demonstrar experimentalmente que seria possível aparecerem moléculas orgânicas através de reações químicas na atmosfera utilizando compostos que poderiam estar nela presentes. Estas moléculas orgânicas são indispensáveis para o surgimento da vida.

#### Novas comprovações
Reanálises publicadas em outubro de 2008 do material original da experiência, mostraram a presença de 22 aminoácidos ao contrário dos 5 que foram criados no aparelho. Antigos resultados mostram uma forte evidência de estas moléculas orgânicas específicas poderem ser sintetizadas de reagentes inorgânicos atmosféricos.